# Müller Kálmán (orvos)
Báró szentgyörgyi Müller Kálmán, teljes nevén: Müller Kálmán Fülöp József Bernát (Pest, 1849. március 8. – Budapest, Józsefváros, 1926. november 4.) orvos, sebészdoktor, szülészmester, belgyógyász, egészségügyi szervező, egyetemi tanár, főrend, a budapesti Szent Rókus Kórház igazgatója.

## Élete
Müller Bernát neves gyógyszerész szakíró és Hauschka Teréz fia. Apja az 1848–49-es forradalom és szabadságharc alatt nemzetőr kapitány volt, s a honvédség ingyenes gyógyszerszállítója. Tevékenységét csak 1861-ben ismerték el. Kálmán öccse – Müller László (diplomata) (1855-1941) - is jelentős közéleti szerepet töltött be. Müller Kálmán gyermekkorának nagy példaképe Semmelweis Ignác volt, apjának nemcsak rokona, hanem igaz barátja is, aki gyakran megfordult náluk, így az ifjú számára természetes volt az orvosi hivatás választása.
Tanulmányait Pesten és Bécsben végezte, és ez utóbbi helyen szerezte sebészorvosi és szülészi okleveleit. Ezután egy ideig Bamberger tanár klinikáján részint mint gyakornok, részint mint helyettes segédorvos és tanársegéd volt alkalmazásban. 1873-ban saját költségén külföldi tanulmányútra ment és különösen a párizsi és berlini egyetemet látogatta. 1874-ben Budapesten mint gyakorló orvos telepedett le. 1874-75-ben a hasbetegségek kór- és gyógytanából magántanári képesítést szerzett. 1876. május 15-én feleségül vette Heinrich Herminát, aki 1877-ben, leánygyermekük születése után három hónappal meghalt. Müller ezután már nem házasodott meg, „híres agglegényként” élte le életét. 1881-ben a barakk-kórház napidíjas főorvosa lett, 1882-ben pedig a Szent Rókus-kórházban ideiglenes főorvos. Az 1884/85-ös tanévben a rendkívüli tanári címet és jelleget nyerte el. Alelnöke volt a közegészségügyi tanácsnak, tagja az igazságügyi tanácsnak, alelnöke a budapesti gyakorló-orvosok segítő egyesületének, elnöke az országos balneológiai egyesület orvosi szakosztályának, alelnöke a tisztiorvosi vizsgák országos bizottságának, tagja nagyszámú bel- és külföldi tudományos társulatnak és több érdemrend tulajdonosa. Előadásait a hasbetegség kór- és gyógytanából a Rókus-kórház hasbeteg-osztályán tartotta. 1887-ben már a Szent Rókus és „összes fiókjainak” igazgatója, 1890-ben pedig az összes pesti kórház felügyelője lett. A „kórházigazgatás” lett élete legnagyobb feladata; kiváló testületté szervezte meg a fővárosi közkórházakat. Markusovszky Lajos után a hazai egészségügy legkiemelkedőbb szervezője, 1885-ben egyetemi tanár, 1889-ben az Országos Közegészségi Tanács tagja, 1897-ben elnöke, 1891-ben az Országos Igazságügyi Tanács tagja lett, a Műegyetemen munkaegészségtant, a jogi karon tisztiorvosi ismereteket adott elő. 1896-ban miniszteri tanácsos lett.
Nemzetközi kongresszusok (1894, 1906 és 1909) szervezője volt, aminek elismeréseként az uralkodó bárói méltóságra emelte. 1912-ben ugyan nyugalomba vonult, de a közéletből nem távozott. A hazai közegészségügyi állapotok magasabb színvonalra emelését szorgalmazták felsőházi beszédei, így nagyban neki köszönhető, hogy a kormányzat állami feladattá nyilvánította a tuberkulózis elleni küzdelmet. 1918 után visszavonult a közéletből. 1926. november 4-én hunyt el gégerák következtében, örök nyugalomra a Kerepesi úti temetőben helyezték 1926. november 7-én.

## Publikációi
Cikkei az Orvosi Hetilapban (1872. Érverésjelzési tanulmányok, 1873. Az álfehérvérűségről, Adatok a Bright-kór tanához és kezeléséhez, 1874. Belgyógyászati tanulmányok Berlinben, A heveny sárga májsorvadás egy esete, A bélelzáródások kezeléséhez, 1876. A léprepedések casuistikájához, A vándorlép négy esete, 1882. Ideges dyspepsia, Adat az Addison-kór tanához, A tüdőről és légzésről, 1883. Adat a szövetközti májlob tanához, A visszatérő láznak ujabban észlelt eseteiről, Az ütérkeményedésről, A tuberkulozisról, 1884. A gyomortágulás viszonyai, 1886-87. Az antifebrin hatásáról sat. 1887. Ideges bélbajokról, 1889. A fővárosi kórházügy jövője, 1891. Az új Rókus-kórház, A tuberculin alkalmazása körül eddig szerzett tapasztalatok sat.); a Wiener med. Wochenschriftben (1872. Wirkung der Bohne von Physostygma venenosum); az Archiv f. exp. Pathologieban (1873. Über Cholestäremie, 1874. Über den Einfluss der Hautthätigkeit auf die Harnabsonderung); a France Médicalban (1876. Rupture de la rate); a Pester med. chir. Presseben (1876. Vier Fälle von Wandermilz, 1879. Traube); az Egészségben (A meghűlésről, 1890. A tuberkulozis gyógyításáról); a Belgyógyászat kézikönyvének is egyik munkatársa (1893-tól).

## Munkái
- A létért való küzdelmünk és a társadalom. Bpest, 1879 (A magyar orvosok és természetvizsgálók XX. vándorgyűlésének 1879. augusztus 28-án tartott megnyitó nagygyűlésén előadva)
- Kovács Sebestyén Endre életrajza. Bpest, 1880
- A tüdőről és légzésről. Bpest, 1882
- A tuberkulozisról. Bpest, 1885 (Népszerű természettudományi előadások 33.)
- Az 1885. évi országos és közegészségügyi congressus tárgyalásai. Sajtó alá rendezte. Bpest, 1886
- Budapester Aerzteverband. Eröffnungsrede aus der Ungar. Medizin. Presse. Bpest, 1897
- Ethnicon pneuma… Megnyitó beszéd az orsz. közegészségi egyesület 1895. évi márc. 9-én tartott közgyűlésén. Bpest, 1898 (Németül. Bpest, 1898. különnyomat a Pester Lloydból)

Szerkesztette a Magyar orvosok és természetvizsgálók Szombathelyen 1880. augusztus 21-27. tartott XXI. nagygyűlésének Munkálait (Bpest, 1882. Gerlóczy Gyulával és Dulácska Gézával együtt)